# 앨버트 리드
앨버트 리드(Albert Reed, 1985년 3월 6일 ~ )는 미국의 모델이자 배우이다.

## 출연 작품
- 셀터 (2007)
- 스타와 춤을 (2005)